# Lijst van burgemeesters van Rozenburg
Dit is een lijst van burgemeesters van de voormalige Nederlandse gemeente Rozenburg in de provincie Zuid-Holland. Rozenburg is sinds 18 maart 2010 een deelgemeente van Rotterdam.
| Ambtsperiode | Naam burgemeester                          | Partij of stroming | Bijzonderheden                                                                           |
| ------------ | ------------------------------------------ | ------------------ | ---------------------------------------------------------------------------------------- |
| 1825         | Simon van der Lely                         |                    | eerder schout                                                                            |
| 1825 - 1834  | Godfried Richter                           |                    |                                                                                          |
| 1835 - 1852  | Leendert Didericus Johannes Reeser         |                    |                                                                                          |
| 1852         | Adrianus Rudolphus Kraijenhoff van de Leur |                    | Aansluitend burgemeester van Hellevoetsluis                                              |
| 1852 - 1861  | Willem Richter                             |                    |                                                                                          |
| 1861 - 1863  | Johannes Noltenius van Elsbroek            |                    | Aansluitend burgemeester van Sommelsdijk                                                 |
| 1863 - 1866  | Cornelis Dorotheus Vreede                  |                    | Aansluitend burgemeester van Lisse                                                       |
| 1866 - 1874  | S.P.H. Noordendorp                         |                    | Aansluitend burgemeester van Schoonhoven                                                 |
| 1874 - 1880  | August Gootlieb Marin                      |                    | Aansluitend burgemeester van Westervoort                                                 |
| 1880 - 1887  | Joham Daniel Monhemius                     |                    |                                                                                          |
| 1887 - 1908  | Jan Willem Boers                           |                    | Aansluitend burgemeester van Abbenbroek en Heenvliet                                     |
| 1908 - 1920  | Alexander Johannes de Ridder               |                    | Eerder burgemeester van Marken                                                           |
| 1920 - 1932  | Lambertus Neijens                          | ARP                | Aansluitend burgemeester van Giessendam                                                  |
| 1933 - 1939  | Noé Vernède                                |                    |                                                                                          |
| 1939 - 1942  | Jhr. Louis Gérard Just de la Paisières     |                    | later burgemeester van Nootdorp en na oorlog teruggekeerd als burgemeester van Rozenburg |
| 1942 - 1943  | George Marinus Cornelis Ort                | NSB                | tevens burgemeester van Maassluis (1941-1943)                                            |
| 1943 - 1945  | Barend Jan Hendrik ten Dam                 | NSB                | tevens burgemeester van Maassluis                                                        |
| 1945 - 1957  | Jhr. Louis Gérard Just de la Paisières     |                    |                                                                                          |
| 1957 - 1966  | Johannes Christoffel (J.C.) Aschoff        | CHU                | Aansluitend burgemeester van Terneuzen                                                   |
| 1967 - 1982  | Harm (H.) Sloots                           | CHU                | Voorheen burgemeester van Rossum                                                         |
| 1982 - 1988  | Henk (H.B.) van der Goot                   | VVD                | Aansluitend burgemeester van Nieuwerkerk aan den IJssel                                  |
| 1989 - 1997  | Henk (H.W.) den Duijn                      | VVD                |                                                                                          |
| 1997 - 2006  | Ria (M.J.) de Sutter-Besters               | CDA                |                                                                                          |
| 2006 - 2010  | Jaap (J.W.J.) Wolf                         | PvdA               | Waarnemend. In een deel van dezelfde periode tevens burgemeester van Bleiswijk           |